# Partizansko-komunistični zločin v Košnici pri Celju
Partizansko-komunistični zločin v Košnici označuje jugoslovansko-komunistični povojni poboj, ki so ga po koncu druge svetovne vojne leta 1945 v Košnici pri Celju izvedli jugoslovanski partizani. Julija 1945 so Titovi partizani v Košnici v bližini Celja pobili več kot 425 žrtev. Te so nato zakopali pod zemljo v bližnjem gozdu in razprava je bila prepovedana.
Jugoslovanski komunisti so za enega od lokacij množičnih pobojev določili gozdnato območje v Košnici pri Celju ter na tem mestu izkopali dva globoka jarka, da bi sem zmetali trupla nedolžnih žrtev. Julija 1945 so partizani v gozd pripeljali več 425 slovenskih in hrvaških civilistov, hrvaških domobrancev in ustašev, ti pa so bili ob prihodu v gozd okrog rok zavezani z žicami. Ko so prispeli, so žrtve slekli, nato pa so jih partizani pobili predvsem z streljanjem v glavo in hrbet. Njihova trupla so nato odvrgli v izkopana jarka v zemlji, katera so komunisti nato zakopali in nanj položili več kamnov, da bi s tem onemogočili izkop trupel žrtev. Razprava o poboju je bila prepovedana. 
Po ugotovitvi lokacije množičnega grobišča so z izkopavanjem posmrtnih ostankov začeli v začetku septembra 2016. Ko so odstranili kamne in izkopali jarke, so ugotovili, da so bila trupla umrlih žrtev nametana ena na drugo in da so bila gola. Izkopavanje posmrtnih ostankov se je končalo konec oktobra 2016, ostanke pa so nato razstavili na travnik pred gozd, da bi identificirali žrtve. Kmalu po končanih delih so žrtvam komunističnega nasilja pietetno počastili spomin poslanci Eva Irgl, Vinko Gorenjak in Franc Breznik. Posmrtni ostanki so bili nato odpeljani na dodatno identifikacijo, preden so jih pokopali v skupni grobnici v spremstvu številnih državnih duhovnikov in škofov.